# Świniarc
Świniarc (daw. Świniarzec) – wieś w Polsce położona w województwie warmińsko-mazurskim, w powiecie nowomiejskim, w gminie Grodziczno.
Na przełomie XVI i XVII wieku Świniarzec należał do dóbr stołowych biskupów chełmińskich. 
W latach 1975–1998 miejscowość administracyjnie należała do województwa toruńskiego.

## Historia
Od połowy listopada 1906 r. przez dwa tygodnie w miejscowej szkole elementarnej trwał strajk dzieci przeciwko nauczaniu religii w języku niemieckim. Z uczestników strajku znane jest tylko nazwisko jednego dziecka: J. Zakreta. Strajk był elementem znacznie większej akcji biernego oporu wobec pruskich władz szkolnych, która na przełomie 1906 i 1907 r. objęła ponad 460 (!) szkół w prowincji Prusy Zachodnie, czyli przedrozbiorowe Pomorze Gdańskie, Powiśle, ziemię chełmińską i ziemię lubawską oraz część Krajny. Inspiracją dla strajków pomorskich były wcześniejsze działania dzieci w prowincji wielkopolskiej, ze słynnym strajkiem we Wrześni (1901) na czele.